# Mist
Mist ist die in der Landwirtschaft bei der Viehhaltung in Ställen anfallende Mischung aus Exkrementen von Tieren (Dung mit Fest- und Flüssigbestandteilen, vgl. Gülle und Jauche) mit einem Bindemedium. Dieses besteht traditionellerweise aus pflanzlichem Einstreu, meist Stroh, manchmal auch Hobelspäne oder Hanfhäcksel, oft vermischt mit dem vom Vieh nicht verzehrten Heu. Mist ist ein Wirtschaftsdünger und zählt zu den organischen Düngern.

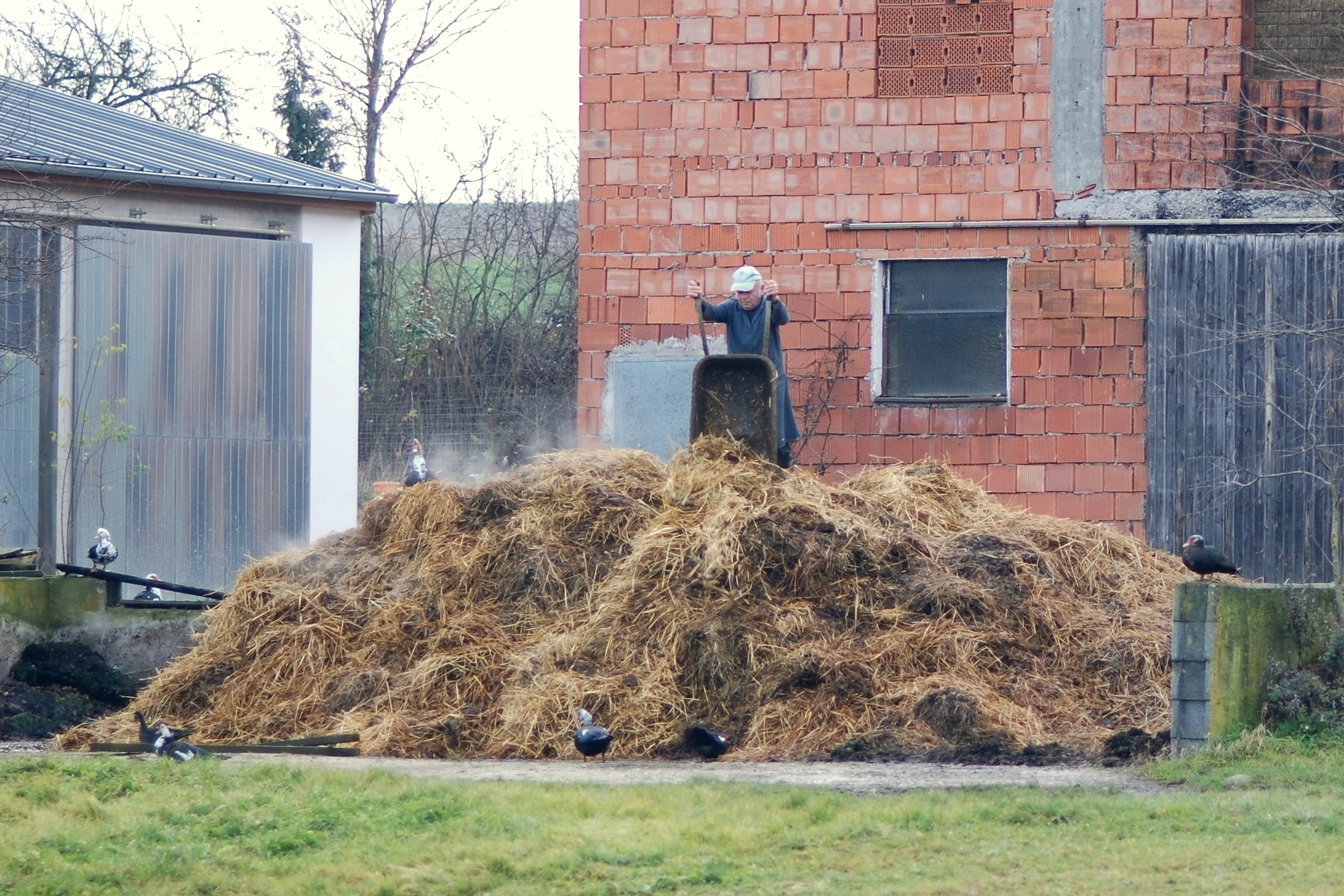
Misthaufen

## Verwendung

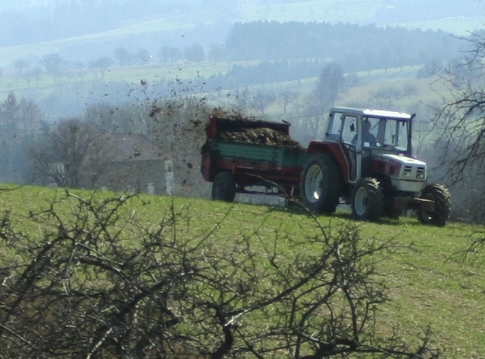
Miststreuer im Mostviertel in Niederösterreich

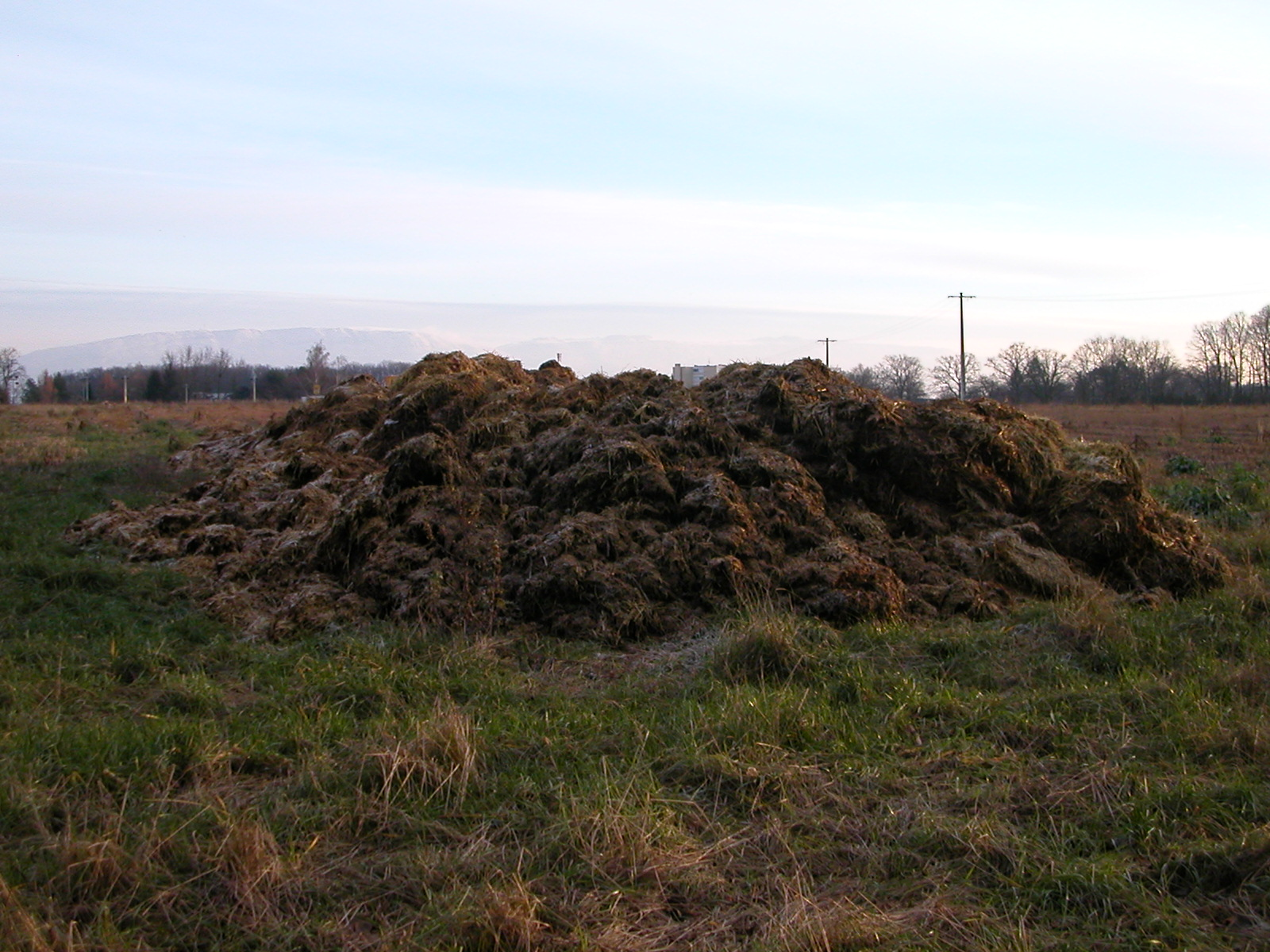
Ungeschützte Feldlagerung

Bis zur Einführung des Mineraldüngers war der Mist ein existenzieller Bestandteil der Landwirtschaft in Selbstversorgerwirtschaft (Subsistenzwirtschaft). Die Entmistung ist arbeitsaufwendig. In der modernen Landwirtschaft wird Mist mit Miststreuern, im privatgärtnerischen Bereich meist per Hand mit einer Mistgabel ausgebracht. Insbesondere Pferdeäpfelmist wird häufig auch von Kleingärtnern eingesetzt, beispielsweise als Kompostverbesserer und zur Düngung von Rosen.
Zuchtchampignons werden in kontrollierten Kulturräumen auf fermentiertem Pferdemist kultiviert. Auch für Frühbeete ist der gärende und damit wärmende Mist als Unterbau hochgeeignet. Hier gilt Pferdemist (lateinisch fimus equinus), der früher in der auch zum schonenden Erhitzen bis zu 60 °C in der Pharmazie bzw. Alchemie benutzt wurde, als besonders „hitzig“, während etwa Ziegenmist wenig Wärme freisetzt.
Mist kann darüber hinaus zur Biogas-Erzeugung genutzt werden. In weiten Teilen der Erde wie in holzarmen Steppengegenden war (und ist) gesammelter Mist einer der wichtigsten Heizstoffe der Feuerstelle: Er verbrennt besonders raucharm, wenn er vollständig durchgetrocknet ist, und hat einen hohen Heizwert.

## Biogas
siehe Tabelle.
| Material                            | Biogasertrag in m3 pro Tonne Frischmasse | Methan- gehalt |
| ----------------------------------- | ---------------------------------------- | -------------- |
| Maissilage                          | 202                                      | 52 %           |
| Grassilage                          | 172                                      | 54 %           |
| Roggen-GPS                          | 163                                      | 52 %           |
| Zuckerrüben- Pressschnitzel siliert | 125                                      | 52 %           |
| Futterrübe                          | 111                                      | 51 %           |
| Bioabfall                           | 100                                      | 61 %           |
| Hühnermist                          | 80                                       | 60 %           |
| Schweinemist                        | 60                                       | 60 %           |
| Rindermist                          | 45                                       | 60 %           |
| Getreideschlempe                    | 40                                       | 61 %           |
| Schweinegülle                       | 28                                       | 65 %           |
| Rindergülle                         | 25                                       | 60 %           |

## Lagerung: Der Misthaufen (Miststock)
Im Misthaufen werden, bevor der Zeitpunkt für das Düngen erreicht ist, der Mist nachgegärt und weiter aufgeschlossen und die aggressiveren Substanzen ausgewaschen. Als wertvolle Ressource war ein großer, wohlgebauter Misthaufen eines Bauernhofes, schweizerisch auch Miststock genannt, sprichwörtlich „der Stolz jedes Bauern“.
Traditionell wurden Misthaufen in der Beziehung zum Hof regional unterschiedlich angelegt: Teils vor dem Hof (z. B. in Hessen), teils dahinter (z. B. in Pommern, in Bayern), im Innenhof (z. B. beim oberösterreichischen Vierkanter) oder bei Berghöfen schlichtweg hangaufwärts. In modernen, v. a. großlandwirtschaftlichen Betrieben folgt die Anlage gewöhnlich wirtschaftlichen Erwägungen und unterscheidet sich weniger landestypisch als vielmehr betriebsartbedingt (Tierart, Betriebsgröße, Eigen- oder Fremdverwertung usw.).

## Rechtliche Regelungen
Die offenen Misthaufen, auf denen der Mist bis zur Ausbringung auf den Acker lagert, sind vor allem in ländlichen Bereichen nach wie vor verbreitet und sind als stetige Emission von Gerüchen (v. a. durch Ammoniakverflüchtigung) mancherorts Ursache von juristischen Streitigkeiten, insbesondere wenn neue Wohngebiete in direkter Nähe bestehender landwirtschaftlicher Betriebe gebaut werden sollen.
Bei der Lagerung und Ausbringung von Mist sind in vielen Ländern gesetzliche Vorschriften und Sicherheitsrichtlinien zu beachten, unter anderem zur Vermeidung spontaner Selbstentzündung bei der wärmeintensiven Verrottung (Gärung) großer Mistmengen bei unzureichender Belüftung.
Vor allem der Grundwasserschutz spielt eine große Rolle, da ein ungeregelter Austrag (Versickerung) von Nähr- und teilweise Schadstoffen (z. B. Arzneirückstände im Urin bei Intensivmast) in Boden und Gewässer diese stark gefährden können. In Europa muss Mist daher in der Regel auf befestigtem und wasserundurchlässigem Untergrund – auf sogenannten Mist- oder Dungplatten, oft mit nachgeschalteten Jauchegruben zum Auffangen flüssiger Bestandteile – gelagert werden. Als Ausnahme von dieser Grundregel darf gut abgelagerter und hinreichend trockener Mist dann bei entsprechender Witterung (kein Regen zu erwarten) kurzfristig vor der Ausbringung ungeschützt auf dem Feld zwischengelagert werden. Dabei gelten in den Ländern sehr unterschiedliche Definitionen von „Kurzfristigkeit“ (wenige Tage bis Wochen).
Die Ausbringungsmöglichkeiten sind gleichfalls in Bezug auf Flächen, Mengen, Jahreszeiten und Wetterbedingungen eingeschränkt.
In Deutschland dienen die Düngeverordnung und das Wasserhaushaltsgesetz (§ 62 „Anlagen zum Umgang mit wassergefährdenden Stoffen“) als wesentliche rechtliche Grundlagen für nähere Bestimmungen auf Landesebene.

## Sprachgebrauch
Teilweise wird das Wort Mist auch für reinen Kot verwendet. Umgangssprachlich wird der Begriff für Unsinn und Chaos verwendet. Als Interjektion sind „Mist!“ und „Verdammter Mist!“ gebräuchlich. Außerdem ist Mist eine ostösterreichische Bezeichnung für Müll.